# UB-612
UB-612 je kandidátní vakcínou proti nemoci COVID-19. Vakcína byla vyvinuta společnostmi United Biomedical Inc, Vaxxinity (dříve známý jako COVAXX) a DASA. Jedná se o peptidovou vakcínu.

## Technologie
UB-612 je peptidová vakcína obsahující více epitopů, včetně vazebné domény spike proteinového receptoru, stejně jako další virové strukturální proteiny. Peptid spike proteinu je slučován s Fc doménou jednořetězcového IgG1 a dalších šest peptidů je odvozeno z vysoce konzervovaných sekvencí ze spike, nukleokapsid a membránových proteinů SARS-CoV-1 a SARS-CoV-2. Obsahuje také patentovaný peptid UBITh1 odvozený z fúzního proteinu viru spalniček, CpG oligonukleotidy a přídavné látky fosforečnanu hlinitého pro zlepšení imunitní odpovědi. Je produkován v buňkách CHO.

## Klinické testy
V září 2020 byla zahájena fáze I klinických testů UB-612 na Tchaj-wanu.
V lednu 2021  byla zahájena fáze II klinických testů UB-612 na Tchaj-wanu.
V únoru 2021 byla zahájena fáze II/III klinických testů UB-612 na Tchaj-wanu.